# Winnipeg Maple Leafs

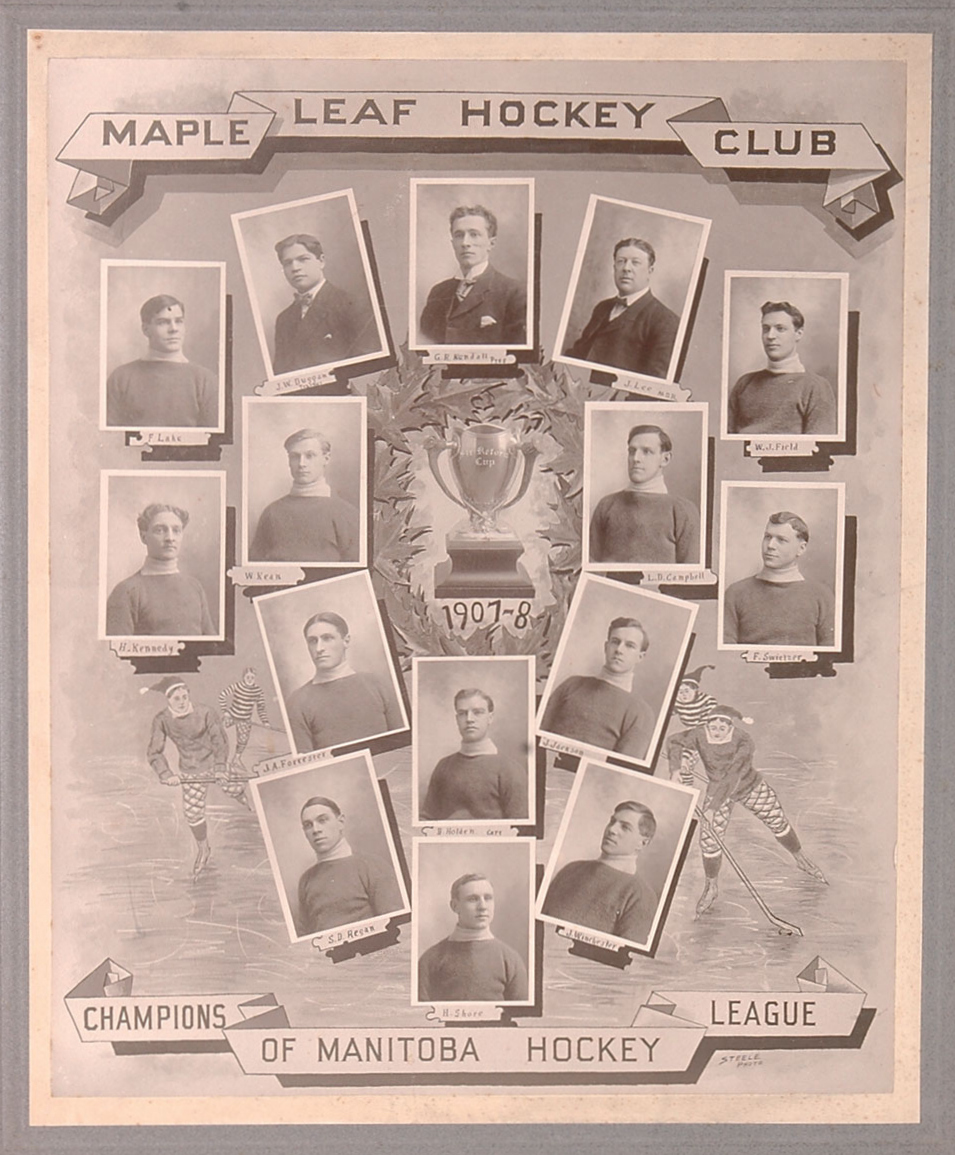
Winnipeg Maple Leafs säsongen 1907–08. Övre raden, från vänster: Fred Lake, James W. Duggan, G. R. Kendall, Jack Lee, W. J. Field. Andra raden ovanifrån, från vänster: Harry Kennedy, William Kean, Lorne Campbell, Frank Swietzer. Tredje raden ovanifrån, från vänster: J. A. "Grindy" Forrester, Barney Holden, J. Jackson. Nedre raden, från vänster: Stephen Darcy Regan, Hamby Shore, Jack Winchester.

Winnipeg Maple Leafs, eller Maple Leaf Hockey Club, var ett kanadensiskt ishockeylag från Winnipeg, Manitoba. Winnipeg Maple Leafs spelade i Manitoba Professional Hockey League under Manitoba Hockey Association åren 1907–1909.
Winnipeg Maple Leafs vann MPHL säsongen 1907–08 och utmanade i mars 1908 Montreal Wanderers om Stanley Cup över två matcher. Wanderers vann dock båda matcherna med siffrorna 11-5 och 9-3. 1908 års Winnipeg Maple Leafs inbegrep spelare som Barney Holden, Lorne Campbell, Hamby Shore och Fred Lake. Även Tommy Dunderdale, medlem i Hockey Hall of Fame, spelade tre matcher för laget under säsongen 1907–08 och gjorde ett mål.
Joe Hall, likt Tommy Dunderdale medlem i Hockey Hall of Fame, spelade två matcher för laget säsongen 1908–09 och gjorde två mål och en assist.